# Bathophilus filifer
Bathophilus filifer es una especie de pez de la familia Stomiidae en el orden de los Stomiiformes.

## Reproducción
Es ovíparo con larvas y huevos  planctónicos.

## Hábitat
Es un pez de mar y de aguas profundas.

## Distribución geográfica
Se encuentran en Nueva Zelanda, el Golfo de California  y Chile.